# Lật Thủy
Lật Thủy (tiếng Trung: 溧水区, Hán Việt: Lật Thủy khu) là một quận của thành phố Nam Kinh (南京市), tỉnh Giang Tô, Cộng hòa Nhân dân Trung Hoa. Quận Lật Thủy có diện tích 1067 km2, dân số 410.000 người. Quận Lật Thủy có các đơn vị hành chính gồm 8 trấn và một khu phát triển cấp tỉnh. 